# Vraagteken
Het vraagteken is een leesteken dat men aan het einde van een vraagzin plaatst, om duidelijk te maken dat het een vraag is. Dit wordt alleen gedaan bij directe vragen, bij indirecte vragen is geen vraagteken nodig. Bijvoorbeeld:
Hoe laat is het?
Jan vroeg hoe laat het was.
Als men dringend iets wil weten, worden er ook meer vraagtekens achter elkaar geplaatst, al is dit in het Nederlands ongebruikelijk. Soms worden ze gecombineerd met uitroeptekens (!), bijvoorbeeld:
Ben je helemaal gek geworden?!
In 1962 is er voor deze combinatie een apart leesteken ontworpen, de interrobang.
In het Spaans wordt er zowel voor als achter de vraagzin een vraagteken geplaatst, waarbij het eerste op zijn kop wordt neergezet:
¿Qué tal?
Analoog daaraan kent men in het Spaans ¡ en ! om een zin die benadrukt wordt te beginnen en te eindigen.
In strips (en soms tekenfilms) verschijnt er een ? in de denkwolk van iemand die zich iets afvraagt.
In de notatie van een spelverloop, bijvoorbeeld bij schaken en dammen, wordt een  vraagteken gebruikt om een zwakke zet aan te duiden. De vraag die gesteld wordt zou kunnen zijn: "Waarom doet hij dat?"